# Régie du bâtiment du Québec
Instituée en 1992, la Régie du bâtiment du Québec (RBQ) est un organisme du gouvernement du Québec sous la responsabilité parlementaire du Ministère du Travail. La RBQ a pour mission de s'assurer de la qualité des travaux, de la sécurité des personnes fréquentant les bâtiments et les installations des domaines visés par sa réglementation. Elle voit également à la qualification professionnelle et à l'intégrité des entrepreneurs et des constructeurs-propriétaires du milieu de la construction. 
Pour ce faire, la RBQ applique trois lois : la Loi sur le bâtiment, la Loi sur les mécaniciens de machines fixes et la Loi sur l'économie de l'énergie dans le bâtiment. De ces lois découlent plusieurs codes et règlements, dont le Code de construction et le Code de sécurité, qui contiennent les normes de construction et de sécurité des bâtiments, des équipements et des installations. Le Règlement sur le plan de garantie des bâtiments résidentiels neufs et le Règlement sur la qualification professionnelle des entrepreneurs et des constructeurs-propriétaires font partie des règlements adoptés par la RBQ.
La clientèle de la RBQ est composée de citoyens, de concepteurs (architecte, par exemple), de constructeurs-propriétaires, d'entrepreneurs, de propriétaires ou exploitants et de répondants d’entreprises. 
Chaque année, l'organisme publie un rapport annuel qui fait état des résultats obtenus à l'égard de ses engagements. Les rapports présentent aussi les données financières de l'organisme.

## Histoire

### 1985–1987: Tentative avortée de création
La réforme de 1985 instituant la Loi sur le bâtiment, portée par le ministre de l'Habitation et de la Protection du Consommateur Jacques Rochefort prévoyait la création de la Commission du bâtiment du Québec qui devait remplacer la Régie des entreprises de construction du Québec (RECQ) et les services d'inspection du ministère de l'Habitation et de la Protection du consommateur. La Commission a pour objectif d'être autofinancée à l'horizon 1990.
Le décret d'entrée en vigueur de la Commission est pris le 31 octobre 1985 ainsi que la nomination de son président Claude Chapdeleine. Le décret suscite la controverse à Québec, alors que les élections de 1985 approchent, puisque le siège social de l'entité est situé à Montréal.
En mars 1987 le gouvernement libéral élu en 1985 révoque Claude Chapdeleine et suspend l'existence de la Commission,,. La RECQ est alors réinstituée avec la nomination d'un président nommé par le ministre du Travail. Entre-temps le ministère de l'Habitation et de la Protection du consommateur est dissout et ses services d'inspections sont repris par le ministère du Travail.

### 1992: Création définitive
Instituée le 1er février 1992 après l'adoption du projet de loi 186 qui modifie la Loi sur le bâtiment, la RBQ est née de la fusion de la RECQ et de la Direction des bureaux régionaux d'inspection du ministère du Travail. 
Elle est un organisme autre que budgétaire depuis 2005, c'est-à-dire qu'elle finance ses opérations grâce aux revenus provenant de ses activités telles l'émission de licence, l'inspection d'installations ou la délivrance de permis.
En 2019 la Régie obtient des pouvoirs réglementaires supplémentaires à l'occasion d'une réforme d'ensemble sur la construction et le logement. La Régie peut notamment encadrer les inspections en bâtiment et ordonner la suspension de travaux en cas de non-conformité de l'exécutant,.

## Structure organisationnelle
La RBQ est administrée par un conseil d'administration dont les membres, au nombre de 13, sont nommés par le gouvernement. Le président-directeur général de la RBQ siège à ce conseil, mais la présidence est assumée par un autre membre. 

## Domaines d'intervention
La RBQ réglemente les domaines suivants :
- Ascenseurs et autres appareils élévateurs
- Bâtiment
- Efficacité énergétique
- Électricité
- Équipements pétroliers
- Gaz
- Installations sous pression
- Jeux et manèges
- Lieux de baignade
- Plomberie
- Remontées mécaniques

## Activités

### Normalisation et réglementation
La RBQ élabore et met à jour la réglementation du Québec dans le domaine de la construction. Pour ce faire, elle participe à des comités d’experts mis sur pied par des organismes de normalisation nationaux qui publient des codes et des normes de référence. Ces codes et ces normes sont adoptés au Québec avec ou sans modification afin de tenir compte des spécificités de la province et d’appuyer diverses politiques et orientations gouvernementales. L’adoption de ces codes et de ces normes tient compte d’analyses d’impacts réglementaires et des commentaires issus des consultations ciblées et publiques.
Toutefois, la RBQ ne travaille pas seule. La qualité des travaux et la sécurité du public sont des responsabilités partagées avec les entrepreneurs et les propriétaires des bâtiments assujettis à la réglementation, les ordres professionnels du domaine du bâtiment ainsi que les municipalités.

### Qualification professionnelle
Dans le but d’assurer la protection du public, la RBQ établit les règles relatives à la qualification professionnelle des entrepreneurs et des constructeurs-propriétaires. Avant de leur délivrer une licence, elle évalue les compétences des candidats et s’assure qu’ils respectent les exigences réglementaires en ce qui concerne la probité et les garanties financières.

### Garanties financières

#### Plan de garantie
L’organisme élabore et met à jour le Plan de garantie des bâtiments résidentiels neufs et s’assure du respect de son application. Ce plan oblige les entrepreneurs qui construisent une maison ou une copropriété (condo) neuves à remplir adéquatement les obligations prévues au contrat de construction. Les acheteurs sont ainsi protégés.

#### Cautionnement de licence
Pour les travaux non couverts par le plan de garantie, la RBQ oblige les entrepreneurs à détenir un cautionnement, c’est-à-dire une garantie financière qu’ils obtiennent d’une association, d’une compagnie d’assurance ou d’une institution financière et qui sert à indemniser leurs clients en cas de préjudice.

### Surveillance

#### Inspection
Pour contribuer à l’amélioration de la sécurité et de la qualité de la construction, la RBQ doit s’assurer que la réglementation qu’elle administre soit respectée par les intervenants concernés lors de l’entretien de leurs installations et de leurs bâtiments et lors de travaux sur ceux-ci. Elle réalise donc des inspections à la grandeur de la province, le choix des sites et des intervenants visités reposant sur la gestion du risque. La RBQ est aussi reconnue comme organisme d’inspection et de vérification des programmes de contrôle de la qualité dans le domaine des installations sous pression.

#### Vérification et enquêtes
La RBQ effectue aussi des vérifications auprès des entrepreneurs et des constructeurs-propriétaires ayant une licence et auprès de ceux en voie d’en obtenir une. Elle surveille ainsi qu’ils sont bel et bien titulaires d’une licence appropriée pour les travaux de construction qu’ils réalisent. Elle enquête également sur les manquements et les infractions qui peuvent mener à des recours administratifs ou pénaux. Par ailleurs, l’organisme lutte contre la corruption et la malversation dans le milieu de la construction en collaboration avec l’Unité permanente anticorruption (UPAC). Il est aussi membre du comité ACCÈS-Construction (Actions concertées pour contrer les économies souterraines dans le secteur de la construction).

### Textes officiels
- Loi sur le bâtiment, RLRQ, c. B-1.1  (lire en ligne, consulté le 15 août 2023)
  - Version originale :  Loi sur le bâtiment, LQ 1985, c. 34  (lire en ligne, consulté le 15 août 2023)
- Loi modifiant la loi sur le bâtiment et d'autres dispositions législatives, LQ 1991, c. 74  (lire en ligne, consulté le 15 août 2023)
- Loi modifiant la loi sur le bâtiment et d'autres dispositions législatives, LQ 2005, c. 22  (lire en ligne, consulté le 15 août 2023)
- Loi visant principalement l’encadrement des inspections en bâtiment et de la copropriété divise, le remplacement de la dénomination de la Régie du logement et l’amélioration de ses règles de fonctionnement et modifiant la Loi sur la Société d’habitation du Québec et diverses dispositions législatives concernant le domaine municipal, LQ 2019, c. 28  (lire en ligne, consulté le 15 août 2023)